# 高德華
高德華主教（葡萄牙語：D. Policarpo da Costa Vaz）是葡萄牙人；於1954年到澳門履新，成為第19任天主教澳門教區主教。
他在任內擴建聖若瑟教區中學新校舍，創辦曉明中學、天主教海星中學、聖玫瑰中學、取潔中學、粵華女校、路環聖母聖心及聖方濟各新校舍。成立澳門公教中心及高德華圖書館，在路環、氹仔建平民住屋三百單位，紅十字醫院等。1960年調回葡國東北部任瓜達教區主教，直至約1979年因病辭職；1984年去世。